# キム・ドワン
キム・ドワン（韓国語：김도완、1995年3月8日 - ）は韓国の俳優。Awesome ENT所属。

## 来歴
幼い頃、演劇や映画を見ていたことをきっかけに演技に興味を持ち芸術学校に通った。デビュー作は2017年に配信されたウェブドラマのseventeenである。このドラマではデビューながら主演を務めた。

## 出演

### ドラマ
- seventeen（2017年、ウェブドラマ） - チ・ウヌ役
- Yellow（2017年、ウェブドラマ） - ナム・ジフン役
- 偉大な誘惑者（2018年、MBC） - ユ・ジュファン役（カメオ出演）
- 恋する十二夜～キミとボクの8年間～（2018年、channelA） - ユン・チャン役
- 十八の瞬間（2019年、JTBC） - チョ・サンフン役
- 契約友情（2020年、KBS 2TV） - クァク・サンピル役
- ミス・リーは知っている（2020年、MBC） - ソ・テファ役
- スタートアップ: 夢の扉（2020年、tvN） - キム・ヨンサン役[1]
- 九尾の狐とキケンな同居（2021年、tvN） - ト・ジェジン役[2]
- イ・ドゥナ！（2023年、Netflix） - ク・ジョンフン役

### 映画
- 映画チーズ・イン・ザ・トラップ（2017年）
- パク・ファヨン（2017年）-
- ガール・コップス（2019年）

主演作は太字となっています。